# Mohoua
Mohoua es el único género de aves paseriformes de la familia Mohouidae, conocidos vulgarmente como mohouas. Incluye a tres especies naturales de Nueva Zelanda.

## Especies
Se reconocen las siguientes especies:
- Mohoua cabecigualda - Mohoua ochrocephala (Gmelin, JF, 1789)
- Mohoua cabeciblanco - Mohoua albicilla (Lesson, 1830)
- Mohoua pipipí - Mohoua novaeseelandiae (Gmelin, JF, 1789)